# قصر كوجوكسو

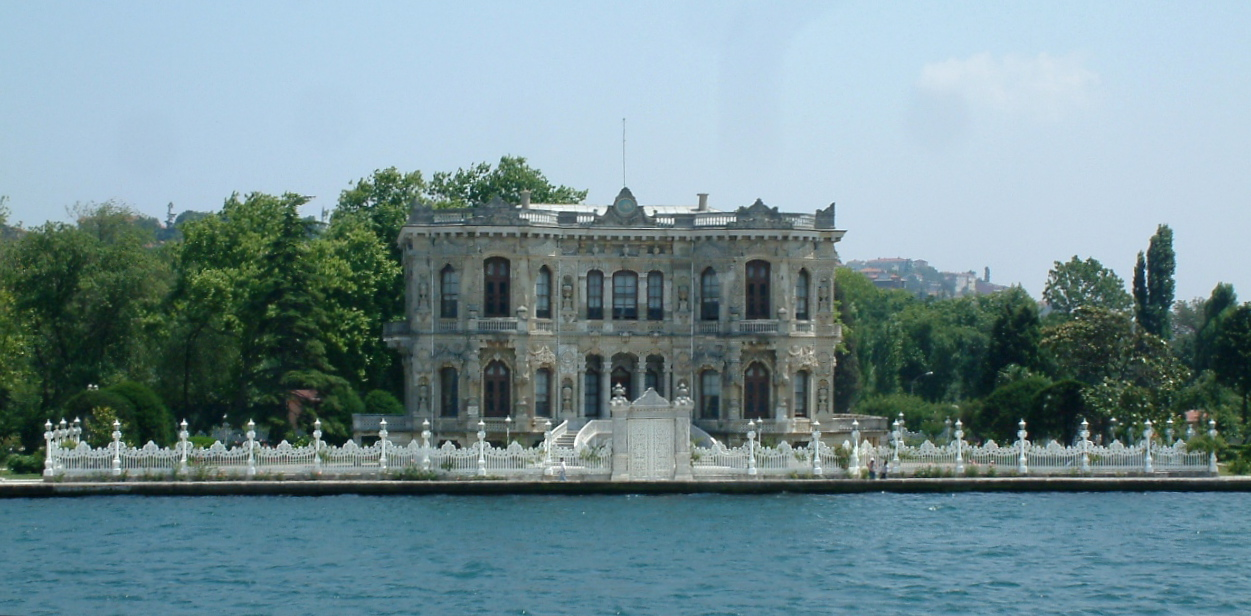
صورة لقصر كوجوكسو من مضيق البوسفور.

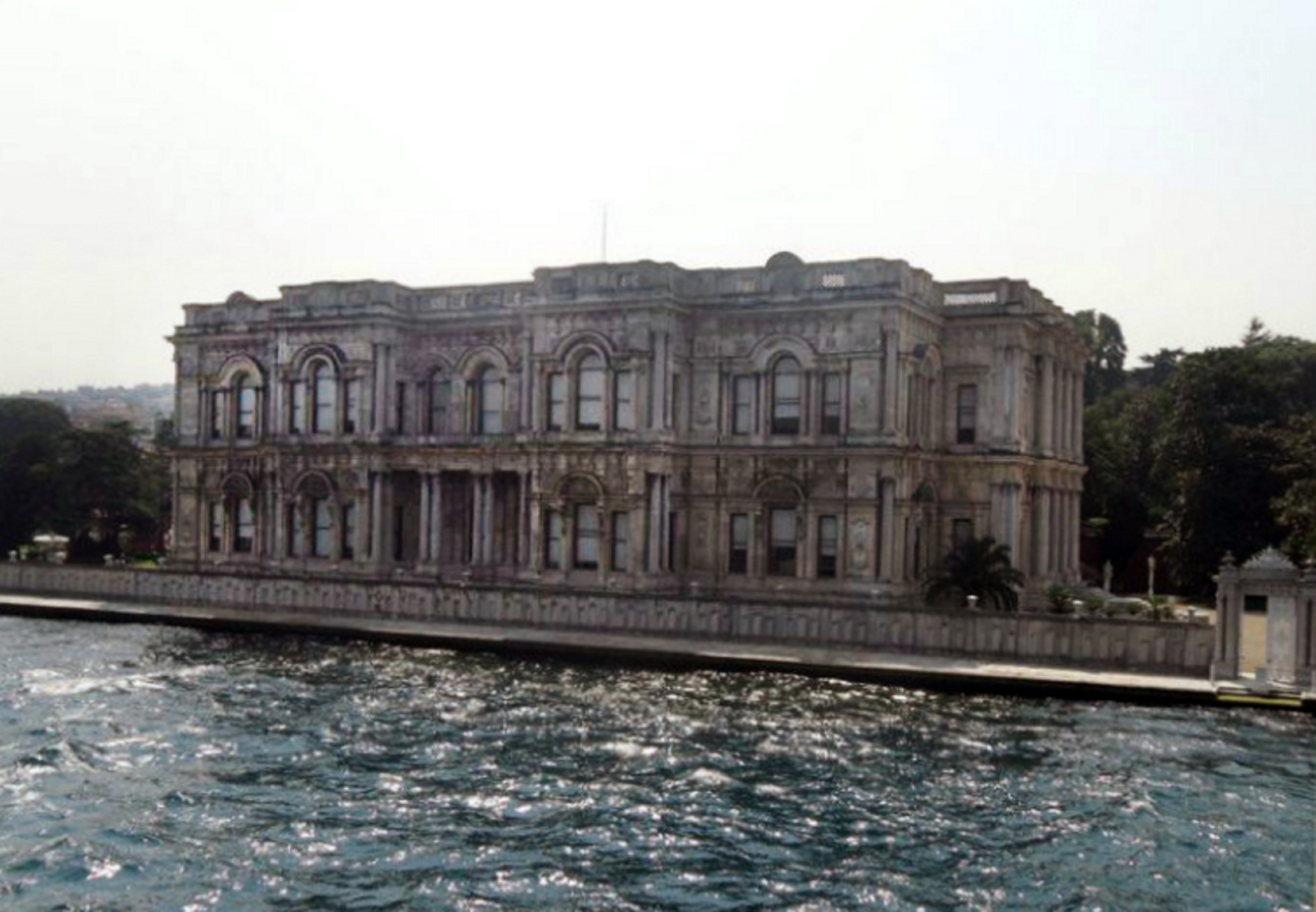
صور جانبية لقصر كوجوكسو من مضيق البوسفور.

قصر كوجوكسو قصر صيفي في إسطنبول، تركيا، واقعَ في حي كوجوكسو في منطقة بيكوز على الشاطئِ الآسيويِ للبسفور بين قصر الأندلوسيار وجسر السلطان محمد الفاتح. القصر الصغير جداً كان مستعملاً من قبل السلاطينِ العُثمانيينِ للإقاماتِ القصيرةِ أثناء النزهات ورحلات الصيد.

## تاريخ القصر
أمر السلطان عبد المجيد (1823-1861) ببناء القصر وتم تصميمه وبنى من قبل المصممين الأرمن الأتراك جارابيت أميره بايلان وإبنه نيجوسيوس بايلان بالاسلوبِ الباروكيِ الجديد. القصر ذو الخشب المطبق المبني في الواجهة المائيةِ، بنى أثناء عهد محمود أننا (1696- 1754)، من قبل وزيرِه ديفيتار محمد باشا الكبير واستمرَّ استعماله من قبل السلطان سليم الثّالث (1761-1808) والسلطان محمود الثّاني (1785-1839)، وأعطى المكان إلى القصرِ الجديد، الذي أُكمل في عام 1857.

## عمارة القصر
البناية تشمل طابقين رئيسيينِ وسرداب بخلاف حدائقِ القصرِ الأخرى ذات الحيطانِ العالية؛ حديقته محاطة بأسوارِ الحديد الصلبِ بباب واحدة في كل من الجوانبِ الأربعة. السرداب زُوّدَ بمطبخ ومخزن ومرابع للخدمِ. تَعْكسُ الطوابقُ تصميم بيت تركي تقليدي بأربع غرَف في محيط الزوايا وقاعة في المنتصف. الغُرف في الواجهة المائيةِ لها موقدان بينما الغرَف الأخرى تحتوي على موقد واحد. المواقد مصنوعة من الرخام الملوّنِ الذي جلب من إيطاليا. الغُرَف لها ثريات بلّورية من البوهيميا. الستائر، طلاءات الأثاثِ والسجادِ الرفيعِ نُسِجا في هركة. تَعْرضُ القاعاتُ والغُرَفُ صورَ ثمينةَ وتماثيل فنية.
في عهدِ السلطان عبد العزيز (1830-1876)، أُضيفتْ إلى الواجهةِ بعض الزينة الأكثر إتقاناً. البعض مِنْ البناياتِ الإضافيةِ الأصليةِ في حديقةِ القصرِ هُدّمتْ منذ ذلك الحين. في بِداية العصرِ الجمهوريِ، الموقع استعملَ كدار ضيافة رسمي لبضع سَنَوات.اليوم القصر مفتوح كمتحف للجميع.
ظَهرَ القصر عدّة مرات في فيلمِ جيمس بوند «العالم غير كاف» "The World Is Not Enough" كقصر امرأة غنية مع أنه تم التعريف عنه كقصر واقع في باكو.

## معرض صور

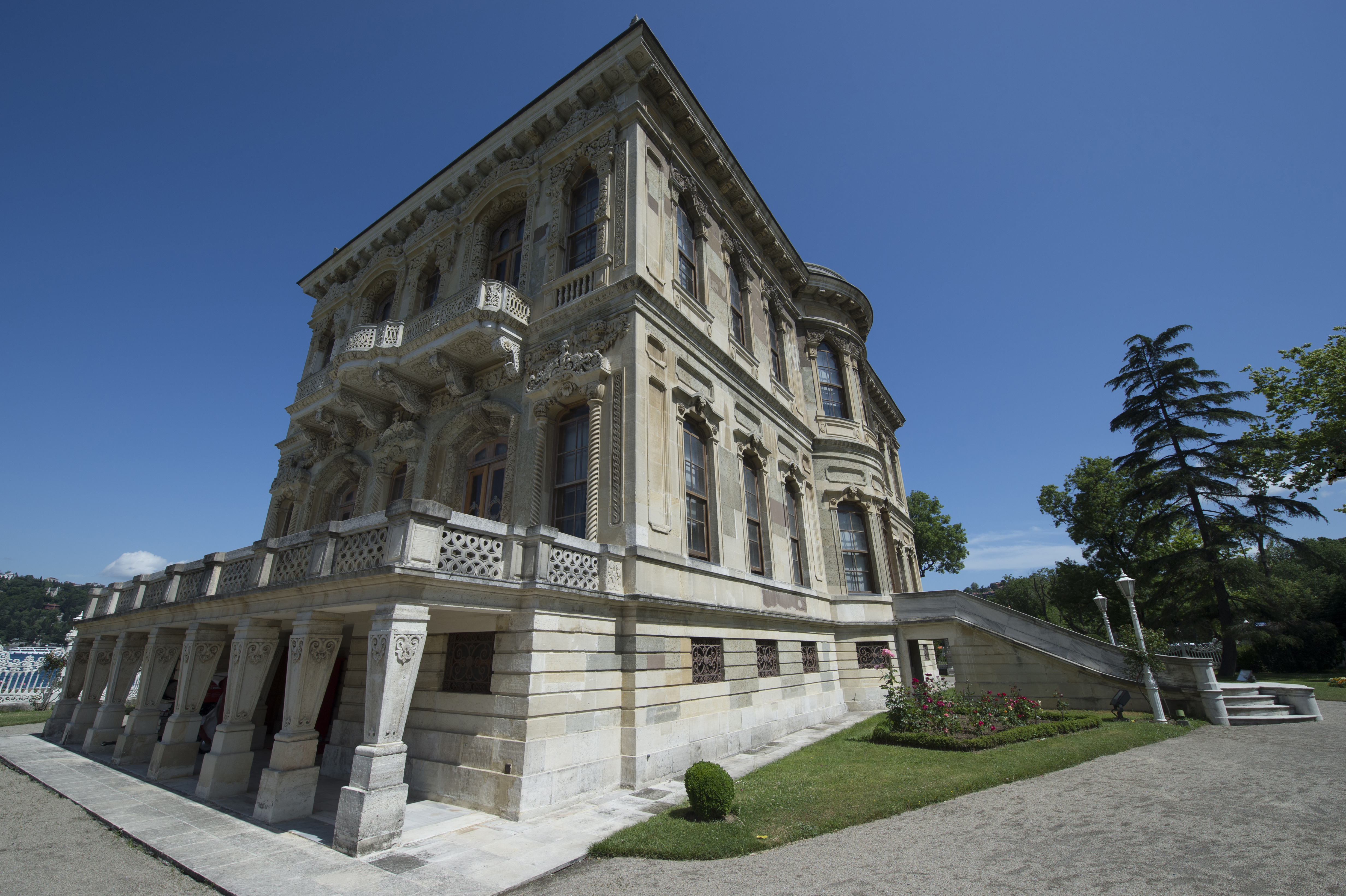
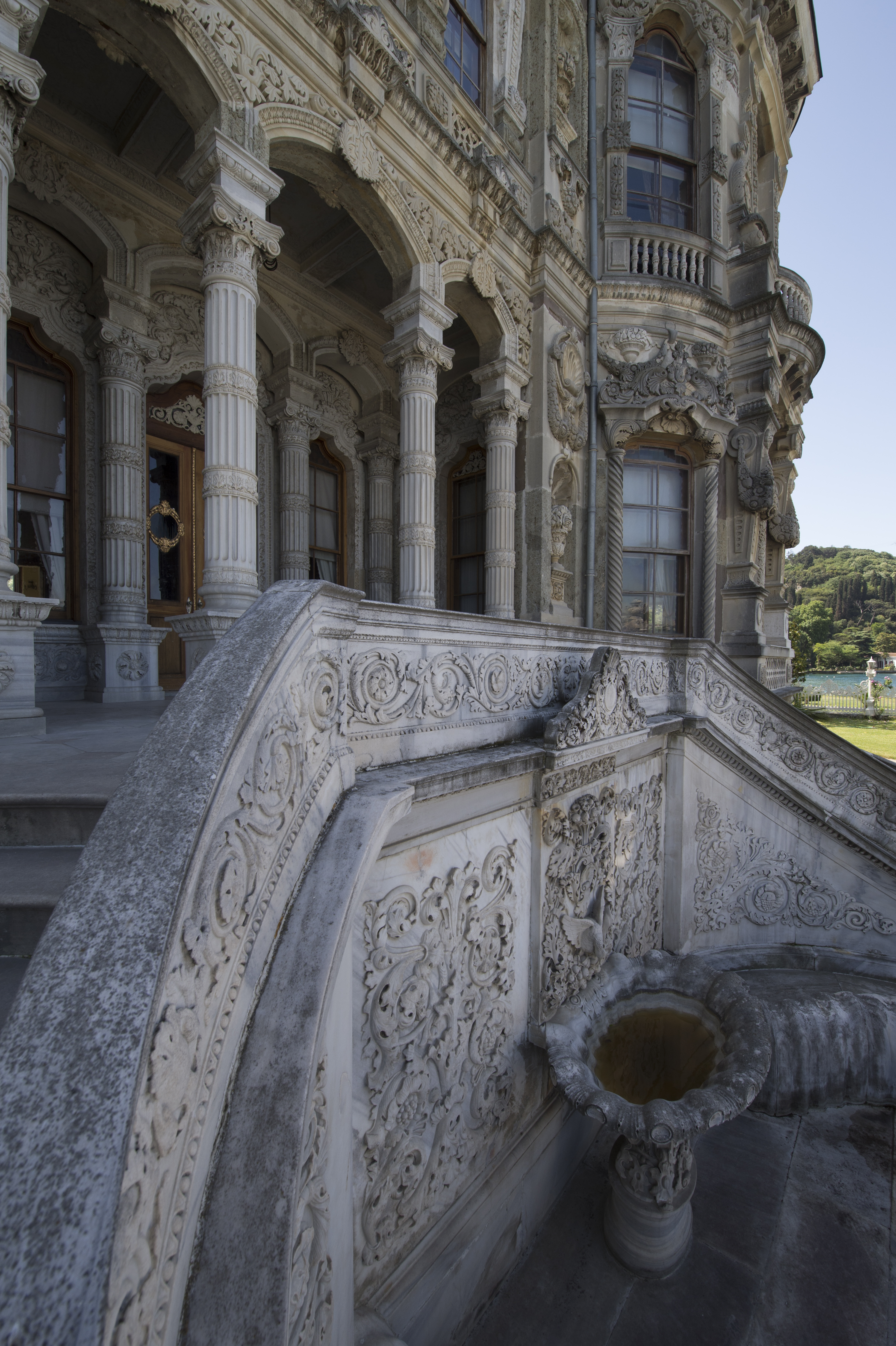
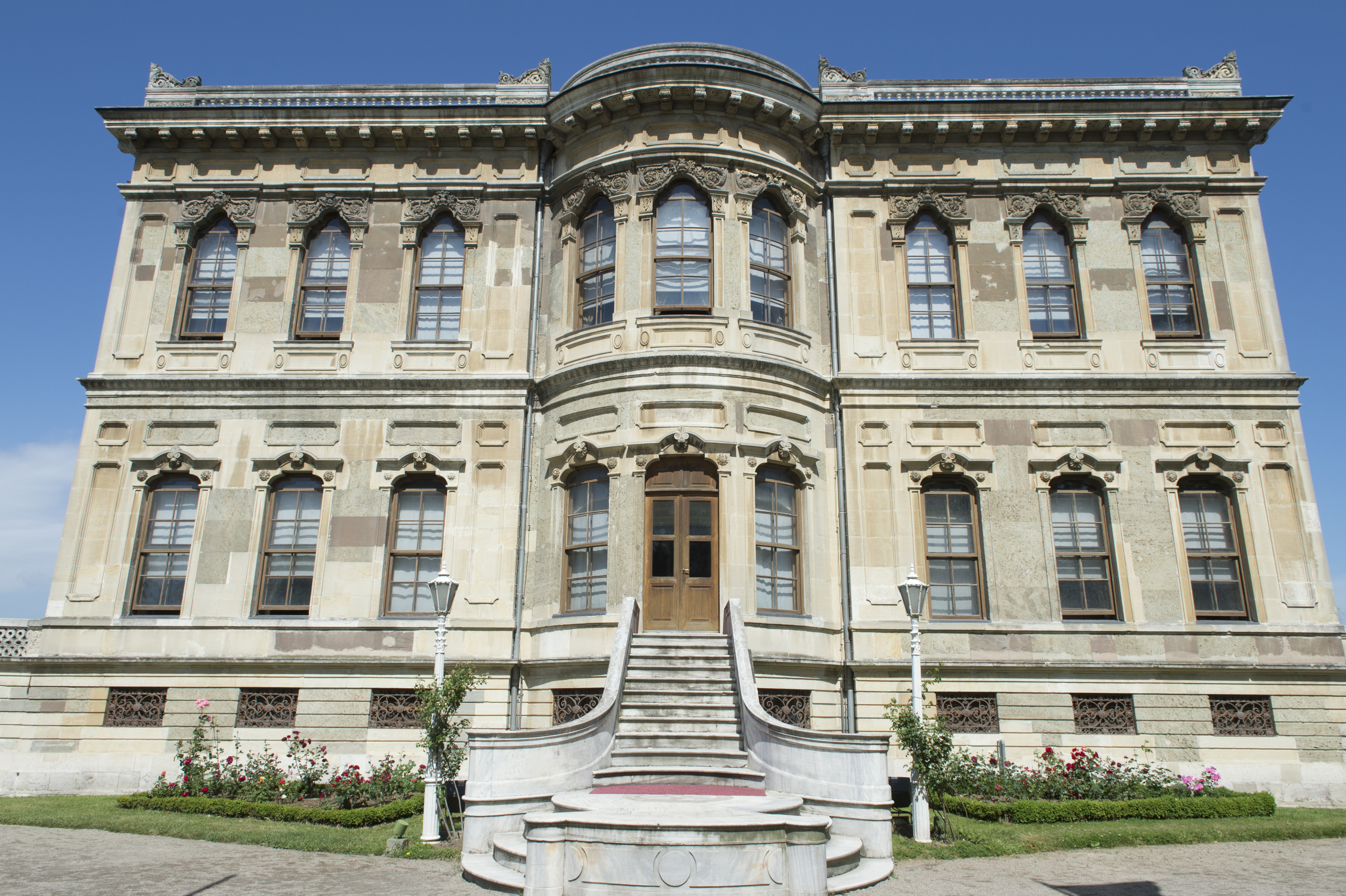
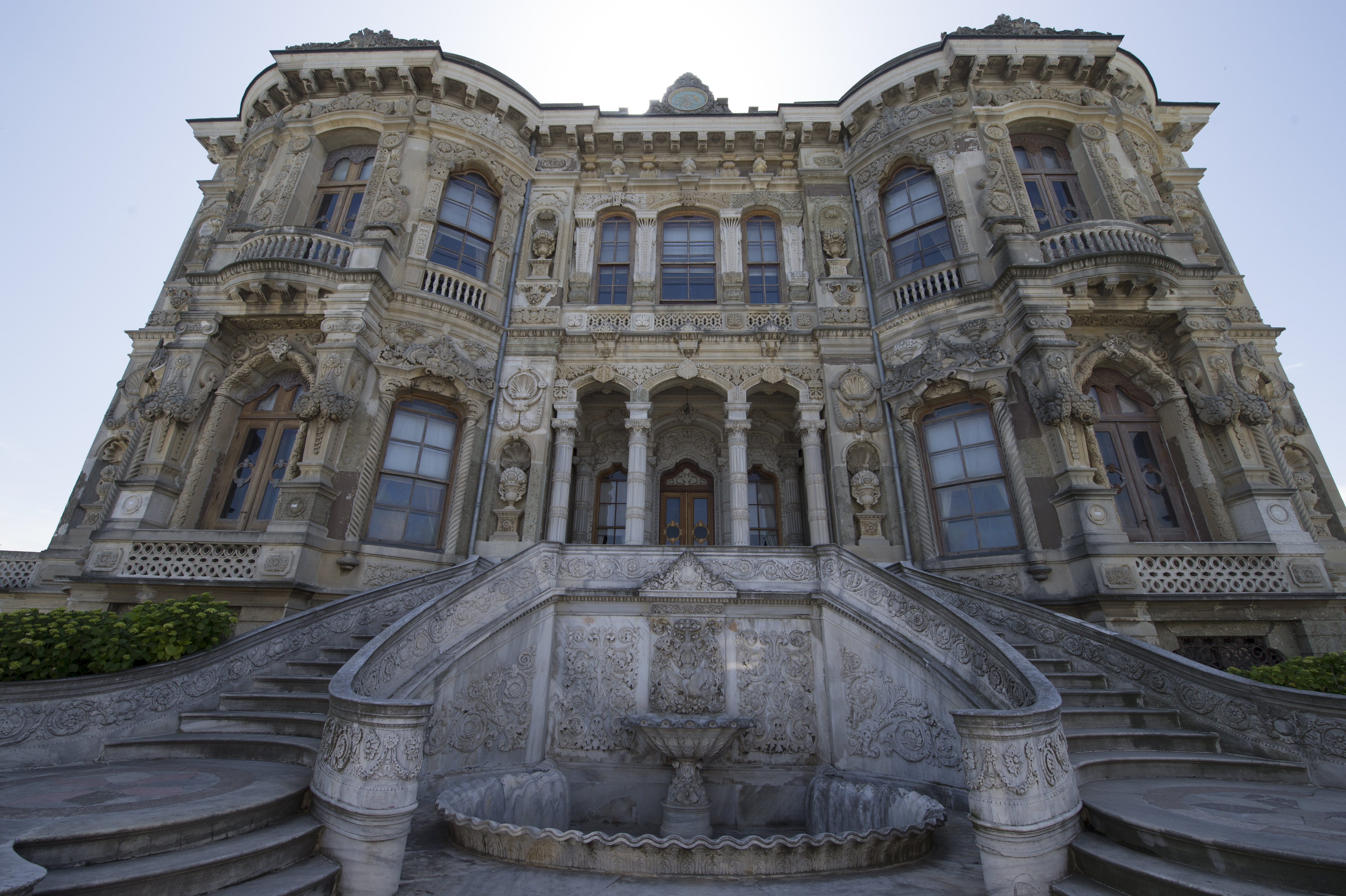
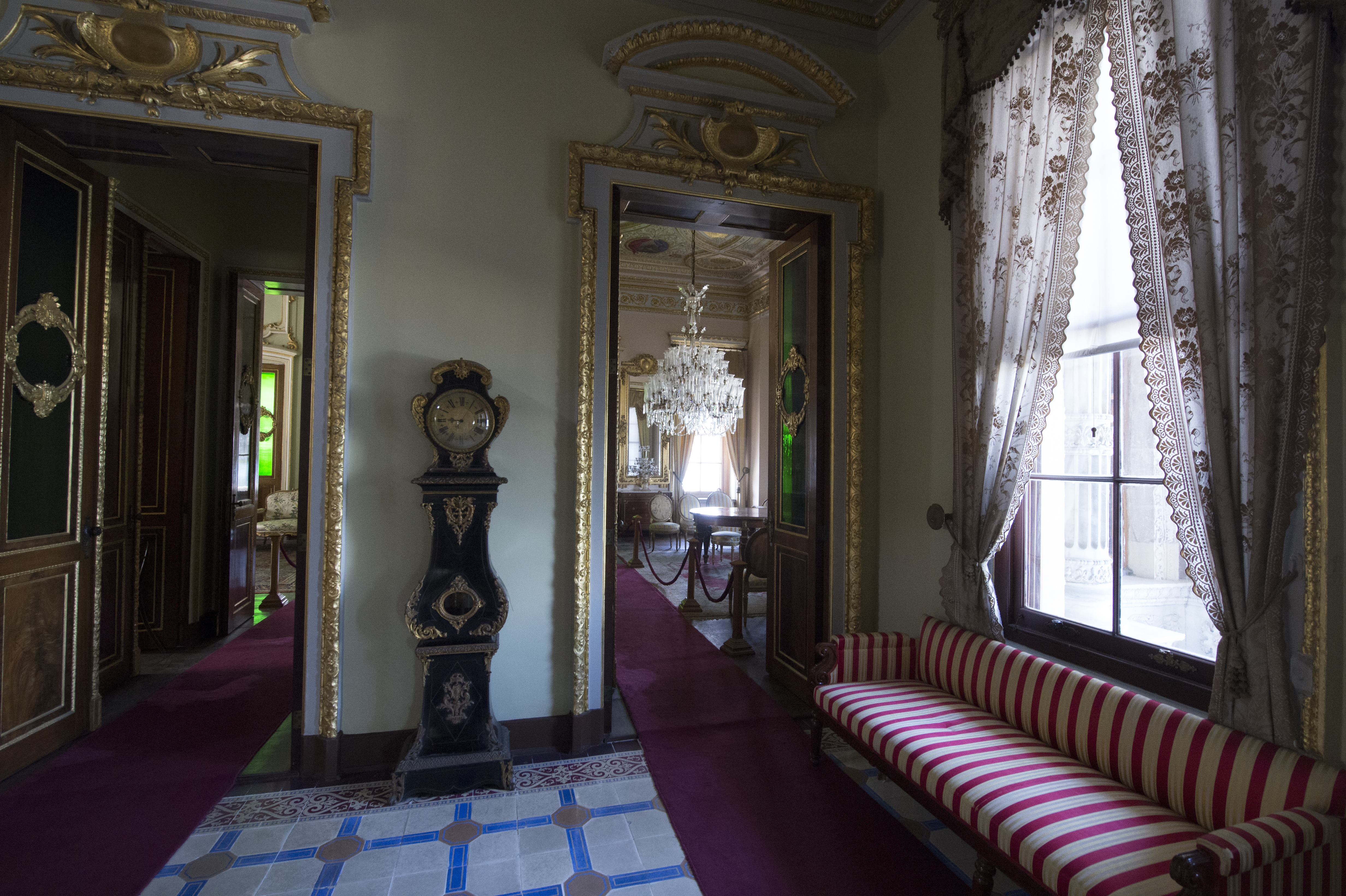

## وصلات خارجية
- قسم القصور المحلية (قصر كوجوكسو) نسخة محفوظة 15 أبريل 2010 على موقع واي باك مشين.